# Division de Bhopal
Pour les articles homonymes, voir Bhopal (homonymie).
La Division de Bhopal est une division territoriale de l'État indien du Madhya Pradesh.
Sa capitale est Bhopal.

## Districts
La division est composée des districts suivants:
- Bhopal,
- Raisen,
- Rajgarh,
- Sehore,
- Vidisha